# مدة الغياب عن العمل
تحسب مدة الغياب عن العمل  بالساعات أو أيام. مثلا ينص قانون الخدمة المدنية رقم 4 لسنة 1998 في المادة 90 على أن الموظف يفقد وظيفته إذا تغيب عن عمله دون إذن مدة (15) يوم متصلة ما لم يقدم عذرا مقبولا وتحتسب مدة الغياب في هذه الحالة براتب كامل أو غير ذلك وفقا لمقتضيات الحال.